# دونا دراك
دونا دراك (بالإنجليزية: Dona Drake)‏ هي راقصة ومغنية وممثلة أمريكية، ولدت في 15 نوفمبر 1914 بميامي في الولايات المتحدة، وتوفيت في 20 يونيو 1989 بلوس أنجلوس في الولايات المتحدة.

## أعمال

### أفلام
- (1942) الطريق إلى المغرب

## وصلات خارجية
- دونا دراك على موقع IMDb (الإنجليزية)
- دونا دراك على موقع ألو سيني (الفرنسية)
- دونا دراك على موقع ميوزك برينز (الإنجليزية)
- دونا دراك على موقع تيرنر كلاسيك موفيز (الإنجليزية)
- دونا دراك على موقع أول موفي (الإنجليزية)
- دونا دراك على موقع قاعدة بيانات الأفلام السويدية (السويدية)
- دونا دراك على موقع إن إن دي بي (الإنجليزية)
- دونا دراك على موقع ديسكوغز (الإنجليزية)
- دونا دراك على موقع قاعدة بيانات الفيلم (الإنجليزية)
- دونا دراك على موقع كينوبويسك (الروسية)